# Escornebovina
Escornebovina es un género de foraminífero bentónico de la subfamilia Gyroidinoidinae, de la familia Gavelinellidae, de la superfamilia Chilostomelloidea, del suborden Rotaliina y del orden Rotaliida. Su especie tipo es Rotalia cuvillieri. Su rango cronoestratigráfico abarca desde el Stampiense (Oligoceno medio) hasta el Vindoboniense (Mioceno medio).

## Clasificación
Escornebovina incluye a las siguientes especies:
- Escornebovina cuvillieri †
- Escornebovina doebli †
- Escornebovina polycamerata †
  - Escornebovina polycamerata crassata †
- Escornebovina sexicamerata †
  - Escornebovina sexicamerata costata †
  - Escornebovina sexicamerata reticulata †
- Escornebovina sublimis †
  - Escornebovina sublimis levis †
  - Escornebovina sublimis retiformis †